# Filippo Farina
Il generale Filippo Farina (Ronciglione, 1795 – Roma, 9 luglio 1857) è stato un militare e politico italiano che ha ricoperto la carica di Ministro delle Armi nel governo pontificio.

## Biografia
Durante il periodo napoleonico aveva frequentato il collegio militare, e caduto Napoleone, nell'ottobre del 1816 entrà come tenente nei carabinieri pontifici. In seguito, entrò nell’amministrazione militare, e divenne prima intendente, poi ispettore, direttore e infine colonnello, anche in virtù delle sue capacità amministrative.
Dopo la Repubblica romana del 1848 fu richiamato in servizio per far parte di una commissione mista tra militari pontifici e francesi che aveva il compito di studiare la riorganizzazione dell'esercito pontificio in qualità di colonnello della Gendarmeria Pontificia.
Grazie al suo impegno in questa incombenza ricevette la commenda dell'Ordine di San Gregorio Magno e la Croce della Legion d'onore.
Nel febbraio del 1851 ebbe l'incarico di sostituto del Ministro delle Armi, e nell'agosto dello stesso anno, quando aveva ancora il grado di colonnello, il papa Pio IX lo nominò pro-ministro delle armi. Nel 1853 il papa lo promosse al grado di generale di brigata.
Il 1º dicembre del 1854 divenne ministro delle Armi. L'anno successivo, in marzo, fu nominato Cameriere Segreto di Cappa e Spada. 
Nel 1855 istituì un collegio militare, detto dei Cadetti, inaugurato nel maggio di quell'anno da lui e da monsignor Vincenzo Tizzani, cappellano maggiore militare. Il collegio aveva sede a Palazzo Cenci, al Ghetto. 
Morì improvvisamente mentre ancora ricopriva la carica di ministro nel 1857. Ebbe solenni funerali, a Santa Maria del Popolo, cui assistette anche il Comandante il corpo d'occupazione francese, conte De Goyon Fu sepolto nella chiesa di San Nicola dei Prefetti, in Campo Marzio.
Vincenzo Tizzani che era il cappellano dell'esercito e fu in seguito vescovo do Terni, annotò nel suo diario il decesso del ministro, definendolo "uomo corpulento, di cuore, scaltro, non dotto".

## Famiglia
Farina sposò Vittoria Pagliari, che era nata a Frascati. La coppia ebbe tre figli e tre figlie. Una di queste, Anna Filomena (Annetta) (1834 - 1873) sposò Augusto Castellani.